# Johann Andreas Frommann junior

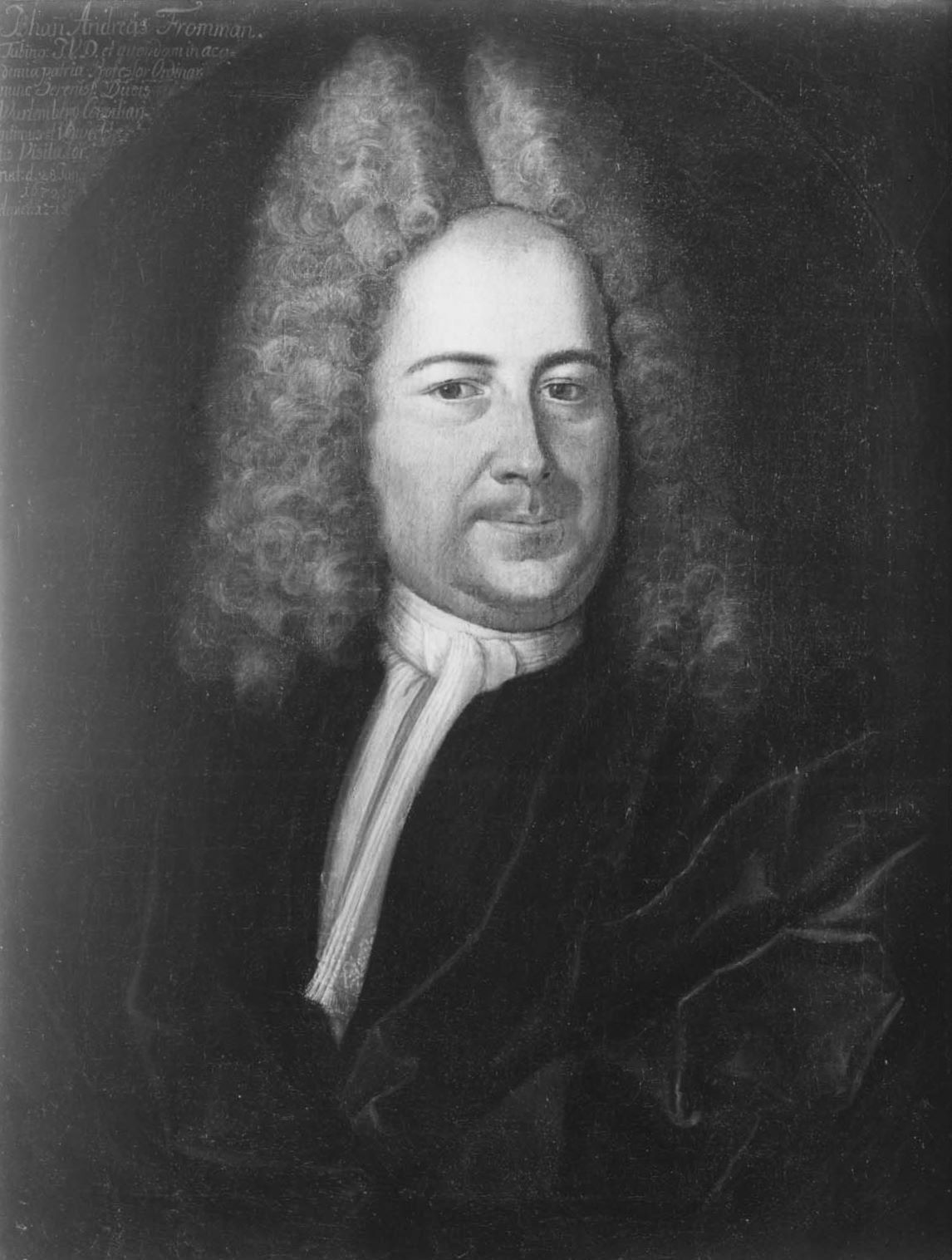
Johann Andreas Frommann auf einem Bild in der Tübinger Professorengalerie

Johann Andreas Frommann (* 28. Januar 1672 in Tübingen; † 2. Januar 1730 in Stuttgart) war ein deutscher Jurist sowie Professor und Rektor an der Universität Tübingen.

## Leben
Johann Andreas Frommann immatrikulierte sich 1685 in Tübingen und absolvierte sein Studium der Philosophie, Philologie und Rechtswissenschaften in Tübingen und Leipzig. 1695 kehrte er nach Tübingen zurück und wurde Hofgerichtsadvokat. 1699 wurde er zum Dr. iur. utr. promoviert. Er war danach außerordentlicher und von 1702 bis 1712 ordentlicher Prof. der Rechte  (Institutionen) in Tübingen. In den Jahren 1704–1705 war er Rektor der Universität Tübingen. 1709 wurde er gelehrter Oberrat in Stuttgart unter Beibehaltung der Professur. 1711 wurde er wirklicher Geheimer Rat und auch Kreisgesandter. 1712 zog er nach Stuttgart um. Sein Porträt hängt in der Tübinger Professorengalerie.

## Familie
Er war der Sohn von Johann Andreas Frommann und Vater von Friedrich Wilhelm Frommann.